# Gyronef

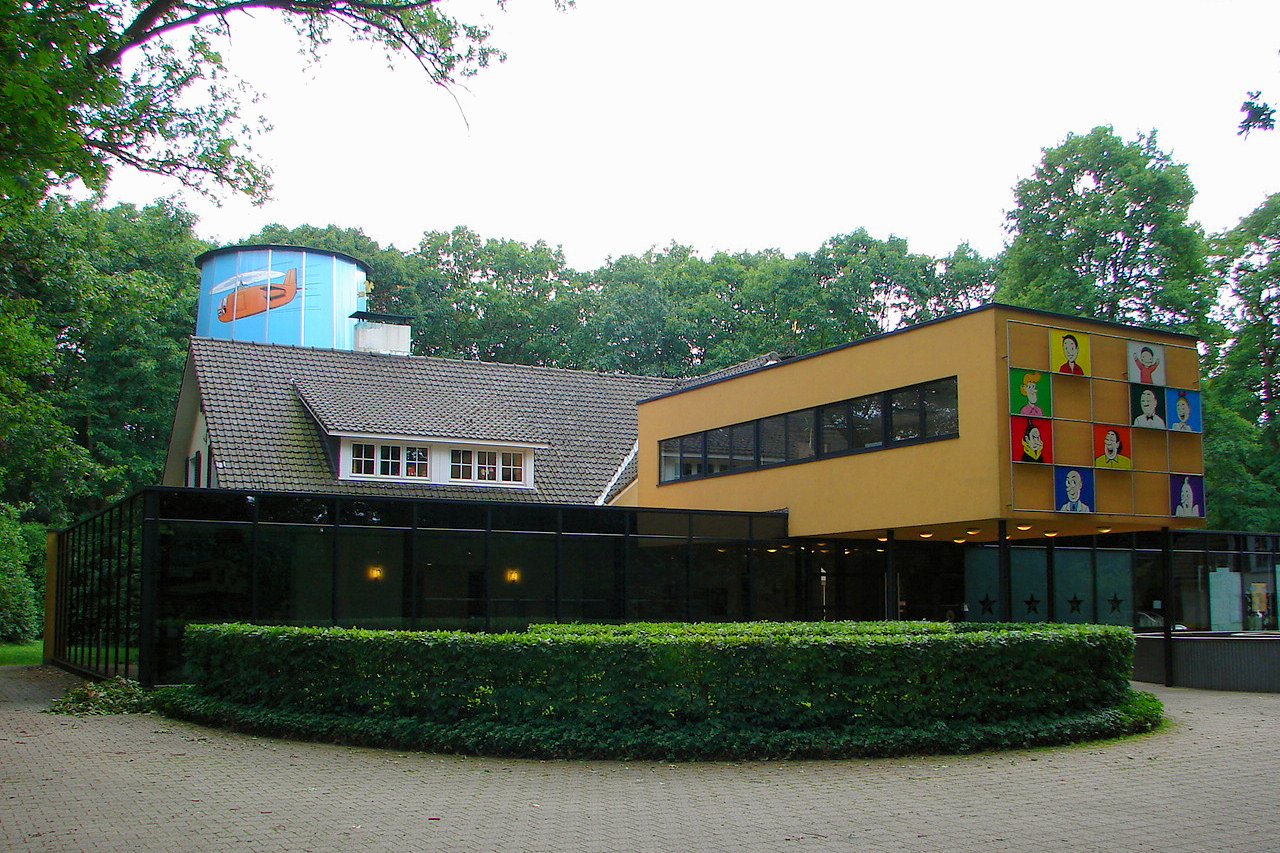
Op het Suske en Wiske-Museum in Kalmthout worden Suske, Schanulleke, tante Sidonia, Lambik, Wiske, Krimson, Jerom, professor Barabas en Sus Antigoon afgebeeld, ook de gyronef is te zien

De Gyronef is een fictief apparaat uit de stripreeks Suske en Wiske. Het is een soort cargo-helikopter met aan de staartvin straalmotoren, die werd uitgevonden door professor Barabas. Met deze gyronef is het voor Suske, Wiske, tante Sidonia, Lambik en Jerom erg gemakkelijk om snel naar een verre plaats te reizen en kunnen ze hun eigen spullen meenemen zonder problemen met luchthavens te hebben. Ze kunnen bovendien net als een helikopter zonder problemen overal opstijgen en landen, zodat ze ook hiervoor niet van luchthavens afhankelijk zijn. De gyronef is oranje van kleur. In enkele albums is de gyronef grijs. In het album De dromendiefstal (1970) is hij zelfs blauw.
De gyronef wordt al gebruikt in het album Het eiland Amoras (1945). Het ontwerp is waarschijnlijk gebaseerd op de Sikorsky R-5, die reeds in 1943 zijn eerste vlucht maakte. In enkele verhalen is de gyronef buiten gebruik, zoals in De maffe maniak, zodat de vrienden een andere manier van vervoer moeten zoeken.
In Het witte wief (1991) heeft professor Barabas de gyronef, nadat het voertuig lang niet is gebruikt, een grote opknapbeurt gegeven. In  De snikkende sirene (1993) is de gyronef uitgerust met een nieuwe turbo-booster. In De bosbollebozen (2008) wordt een draagbare gps gebruikt. 
In Expeditie Robikson (2011) wordt de gyronef uitgerust met een mini-batiscaaf. Het toestel stort in zee en zinkt. 
In Het oog van Ra (2013) kan de gyronef niet worden gebruikt, vanwege een onderhoudsbeurt. In De krijgers van Sekhmet (2013) is de onderhoudsbeurt net uitgevoerd. Als de gyronef wordt beschoten, blijkt de behandeling met een nieuwe uitvinding van de professor, pantserverf, succesvol te zijn geweest. In De verboden tempel (2013) wordt de gyronef onklaar gemaakt door Justin en zijn mannen.
In Tante Biotica blijkt professor Barabas de gyronef te hebben uitgerust met een nieuwe hyperstraalaandrijving.
In Game of Drones (2016) gebruikt professor Barabas de techniek van Vitamitje om drones te bouwen; de mini-terranef, Gyronetta (een mini-gyronef), Vitavliegje en Vitavitesse.
In De schaal van moraal (2016)  heeft professor Barabas een nieuw stuur met schakelflippers, een aansluiting voor moderne media, een motor met energiegeneratie, een achteruitvliegcamera en een broodrooster toegevoegd. Ook is de gyronef een soort amfibievoertuig geworden.
In De planeetvreter (2017) wordt de gyronef neergeschoten boven het Aralmeer. Professor Barabas blijkt echter een nieuwe gyronef te hebben gebouwd. 
In Cromimi blijkt dat de gyronef is uitgerust met een teletijdmachine, zodat deze ook door de tijd kan vliegen.

## Albums met De Gyronef
Dit voertuig wordt meerdere malen gebruikt in de avonturen van Suske en Wiske.
- De flierende fluiter
- Paniek in Palermo
- Prinses Zagemeel
- De witte uil
- Bibbergoud
- Het witte wief
- De snorrende snor
- Amber
- De brullende berg
- De tamtamkloppers
- De sterrenplukkers
- De stalen bloempot
- De zeven snaren
- De junglebloem
- De dromendiefstal
- Het vliegende hart
- De blote Belg
- De bevende Baobab
- De zorgzoekers
- Het betoverende boek

- De steensnoepers
- De blinkende boemerang
- De tandentikkers
- De gouden friet
- De sputterende spuiter
- Walli de walvis
- Het statige standbeeld
- De pompenplanters
- De adellijke ark
- De rosse reus
- De droevige duif
- De lieve Lilleham
- Amoris van Amoras
- Expeditie Robikson
- De klinkende klokken
- Het grote gat
- Tex en Terry
- De grandioze gitaar
- Lambik Plastiek
- Het vurige Vitamitje

- Het enge eiland
- De verdwenen verteller
- De tikkende tinkan
- De krasse kroko
- De stugge Stuyvesant
- De scherpe schorpioen
- Prachtige Pjotr
- De weerwaterman
- Het onbekende eiland
- Het monster van Loch Ness
- De gekalibreerde kwibus
- Spruiten voor Sprotje
- De bloedbroeder
- De zwarte tulp
- Tante Biotica
- Vredeskruid
- De heldenmaker
- Suskewiet
- Cromimi
- De zalige ziener
- De drakenprinter
- De boze boleet

## Gebruik in andere stripreeksen
De gyronef wordt ook gebruikt in Het geheim van de kousenband. In Suske, een verhaal uit de reeks Amoras,  is de gyronef te zien in het laboratorium van professor Barabas.